# Andreaea acutifolia
Andreaea acutifolia là một loài rêu trong họ Andreaeaceae. Loài này được Hook. f. & Wilson mô tả khoa học đầu tiên năm 1844.